# Jeanne Magazine
Jeanne Magazine est un magazine français numérique mensuel, créé en 2014, qui se consacre à l'actualité et à la culture lesbiennes.

## Histoire
En juillet 2013, l'ancien magazine papier lesbien La Dixième Muse, devenu brièvement Muse & Out, est placé en liquidation judiciaire et disparaît. Fin 2013, l'ancienne rédactrice en chef du magazine, Stéphanie Delon, décide de lancer un nouveau magazine lesbien, cette fois sous forme numérique : Jeanne Magazine. Elle s'associe avec Alice Derock, fondatrice de l'entreprise de sex toys Wet For Her. Elles recrutent ainsi une dizaine de personnes, dont des journalistes professionnelles, certaines étant d'anciennes chroniqueuses de La Dixième Muse. Une campagne de financement est lancée sur le site Kiss Kiss Bank Bank, avec un objectif de 4000 euros, et permet d'en recueillir 4500. 
Jeanne Magazine prend la forme d'un site Internet d'actualité et de culture lesbiennes, régulièrement alimenté en articles, et qui publie à un rythme mensuel un magazine numérique d'une soixantaine de pages proposant du contenu inédit. Le magazine est lisible sur ordinateur, smartphone ou tablette numérique et inclut du contenu enrichi multimédia (sons, vidéos) en plus des articles proprement dits. Son prix de lancement au numéro est 2,69 euros.
En janvier 2017, le magazine publie dans ses numéros 36 et 37 une grande enquête Être lesbienne en 2017 réalisée auprès de ses lectrices, sur des sujets comme leur façon de vivre leur sexualité et leur vie amoureuse, le coming out et l'homoparentalité.
Le magazine fête ses cinq ans début 2019 et lance une campagne de financement sur Kiss Kiss Bank Bank afin d'ajouter de nouvelles fonctionnalités au site et de publier des hors-série papier. Partie avec un objectif de 6000 euros, la campagne en récolte 15 170, soit 253% de l'objectif initial.

## Ligne éditoriale
Le magazine aborde l'actualité, la mode, des rubriques consacrées au style de vie, à la technologie, aux voyages, à la cuisine ou aux animaux, ainsi que des témoignages et courriers de lectrices et des articles militants entretenant la lutte contre l'homophobie et la lesbophobie. Stéphanie Delon indique que son parti pris consiste à reprendre les codes des magazines féminins, mais en les destinant spécifiquement aux lesbiennes, car les magazines féminins généralistes ne le font pas ou de façon maladroite.